# Nagypirit
Nagypirit is een plaats (község) en gemeente in het Hongaarse comitaat Veszprém. Nagypirit telt 325 inwoners (2001).